# Ямболски безистен
Ямболският безистен е търговски обект (покрит пазар) и културно-исторически паметник в Ямбол, България.
Заедно с Шуменския са единствените безистени в България, запазени от времето на османското владичество. Нареждан е сред най-красивите покрити пазари на Балканите, оценяван е като еталон на общественото строителство за граждански нужди в Османската империя в периода ХV – ХVІІ век. е Обявен за паметник на културата с национално значение през 1972 г.

## История
Безистенът е построен около 1509 – 1510 г. и оттогава е естествен градски център. За неговия облик и стопанско значение през 1667 г. разказва османският пътешественик Евлия Челеби:
| „     | Има... един солиден Безистен с четири железни врати. Такъв оживен и украсен безистен в никоя друга страна няма. Всички ценни неща се намират в него в изобилие и на безценица... | “ |
| [ 2 ] | |   |

## Съвремие
Акустиката на сградата я превръща в предпочитано място за концерти, театрални постановки и други културни и обществени събития. От 2015 година безистенът отваря врати като модерен културно-информационен център, който представя по привлекателен начин богатото културно-историческо наследство на Ямбол и региона.